# Jordbävningen och megatsunamin i Lituya Bay 1958
Jordbävningen i Lituya Bay 1958 inträffade den 9 juli 1958 kl. 22:15:58 PST med en magnitud på 7,8 till 8,3. Jordbävningen utlöste ett bergskred på miljontals kubikmeter in i Lituya Bays smala inlopp i Alaska. Följden blev en megatsunami av gigantiska proportioner, vad beträffar dess höjd är det den den största megatsunamin i modern tid. 

## Händelseöversikt
Lituya Bay är en fjord belägen på Fairweather Fault i den nordöstra delen av Alaskabukten.  Det är en T-formad vik med en bredd på 2 miles (3 km) och en längd på 7 miles (11 km). Viken har ett maximalt djup på 722 fot (220,1 m) men den smala ingången till viken har ett djup på endast 33 fot (10,1 m).

## Tidigare megatsunamier
Lituya Bay har under de senaste 150 åren drabbats av fyra eller fem megatsunamier.